# دوقة
دوقة هي مركز تابع لمحافظة القنفذة التابعة لمنطقة مكة المكرمة ويقع أقصى شمال حدود محافظة القنفذة، ويمر بمركز دوقة وادي دوقة. تقع جنوب مكة المكرمة بحوالي 270 كم، على الخط الدولي الساحلي ويحدها من الجنوب مركز المظيلف ومن الشمال مركز الشواق. ومن الغرب البحر الأحمر ومن الشرق منطقة الباحة.

## تاريخ
ورد ذكر دوقة في المصادر القديمة وفي تحديد موقعها جاء في معجم البلدان لياقوت الحموي "دوقة: بأرض اليمن لغامد، وقال نصر: دوقة واد على طريق الحاج من صنعاء إذا سلكوا تهامة، بينه وبين يلملم ثلاثة أيام " وقد ذكرت في بعض المصادر القديمة ، فمن ذلك ما ذكره الهمداني بقوله:«محجة صنعاء إلى مكة طريق تهامة: ..ثم حلي ثم قنونا وتسمى القناة ثم دوقة وهي للعبديين من بقايا جرهم ثم إلى السَّرين ثم لمعجز ثم الخيال ثم إلى يلملم ثم ملكان ثم مكة، هذه طريق الساحل»
الموقع
يقع مركز دوقة على بعد 73 كم شمال محافظة القنفذة وحوالي 90 كم جنوب محافظة الليث و 270 كم جنوب مدينة مكة المكرمة وتقع على الخط الدولي الساحلي الذي يقسمها نصفين غربها وشرقها ويحدها من الجنوب مركز المظيلف ومن الشمال مركز الشواق الذي تتبع له قرى حفار والشاقة. ومن الغرب البحر الأحمر ومن الشرق منطقة الباحة.

## السكان
يبلغ عدد سكان مركز دوقة ٤٠ الف نسمه تقريباً وهم
[[الاشراف ومنهم المشاييخ الشنابره الحرازات]]
[[كنانه ومنهم الخيره وقبيلة الجحادلة وبني شهاب]]

## الزراعة
تشتهر دوقة بالزراعة وهي منطقة زراعية هامة خصبة التربة لذا اشتغل أهلها بالزراعة اشتهرت بزراعة الحبوب كالدخن والذرة، والسمسم (الجُلجلان) وزراعه الحبحب (البطيخ) بالإضافة إلى القطن في بعض نواحيها وتكثر بها شجره الاراك وشجره السمر وشجره السدر

## وصلات خارجية
- موقع إمارة منطقة مكة المكرمة